# Parides phalaecus
Parides phalaecus är en fjärilsart som först beskrevs av William Chapman Hewitson 1869.  Parides phalaecus ingår i släktet Parides och familjen riddarfjärilar. Inga underarter finns listade i Catalogue of Life.

## Bildgalleri

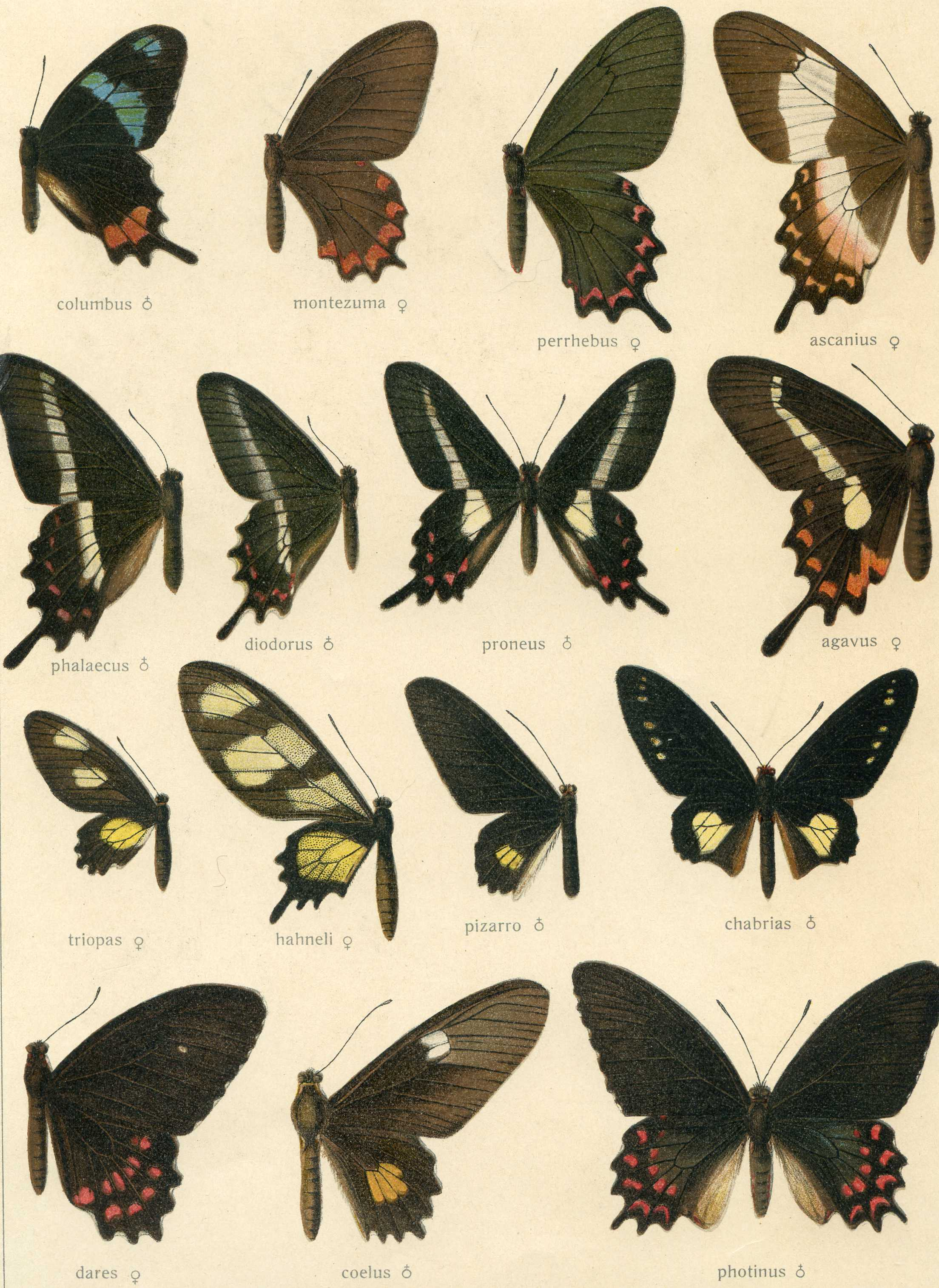